# بی‌چهره
بی‌چهره (Faceless) سومین آلبوم گروه هوی متال گادسمک است که در ۸ آوریل ۲۰۰۳ منتشر شد. این اولین آلبوم گروه با حضور نوازنده درامز شنون لارکین بود. آهنگ‌های رک و راست و به تنهایی ایستاده‌ام به ترتیب نامزد جوایز گرمی برای "بهترین آهنگ راک" و "بهترین ساخت آهنگ هارد راک" شدند. 
آلبوم بی‌چهره در بیلبورد ۲۰۰ در سکوی اول فروش قرار گرفت. این آلبوم، ۴ تک‌آهنگ را به همراه داشت.

## فهرست آهنگ‌ها
1. رک و راست.
2. بی‌چهره
3. دگرگونی‌ها
4. کاری کن باور کنم
5. به تنهایی ایستاده ام
6. صف‌بندی نو
7. حالم را به هم می‌زنی
8. رهاسازی دیوها
9. مرده و داغان
10. من هستم
11. بیداری
12. آرامش

1. Straight Out Of Line
2. Faceless
3. Changes
4. Make Me Believe
5. I Stand Alone
6. Re-Align
7. I F**ing Hate You
8. Releasing Of Demons
9. Dead And Broken
10. I Am
11. The Awakening
12. Serenity

### گروه
- سالی ارنا – آواز، ریتم گیتار، تهیه‌کننده
- تونی رامبولا – گیتار لید، هم‌آوازی
- رابی مریل – گیتار بیس
- شنون لارکین – درام، پرکاشن
- تامی استوارت – نواختن درام در به تنهایی ایستاده‌ام
- دیوید باتریل – تهیه‌کننده، ضبط
- کنت هرتز – مهندس طرح
- مارک لی – دستیار طراح
- بن سندرز – دستیار طراح
- ویگی وینولا – برنامه نویس
- باب لودویگ – مدیر تولید